# تواساش
تواساش (ترکی استانبولی: Türkiye Vagon Sanayi Anonim Şirketi) شرکت تجهیزات ترابری ریلی ترک است، که در سال ۱۹۵۱ تأسیس شد.